# 凱薩琳·賽德禮

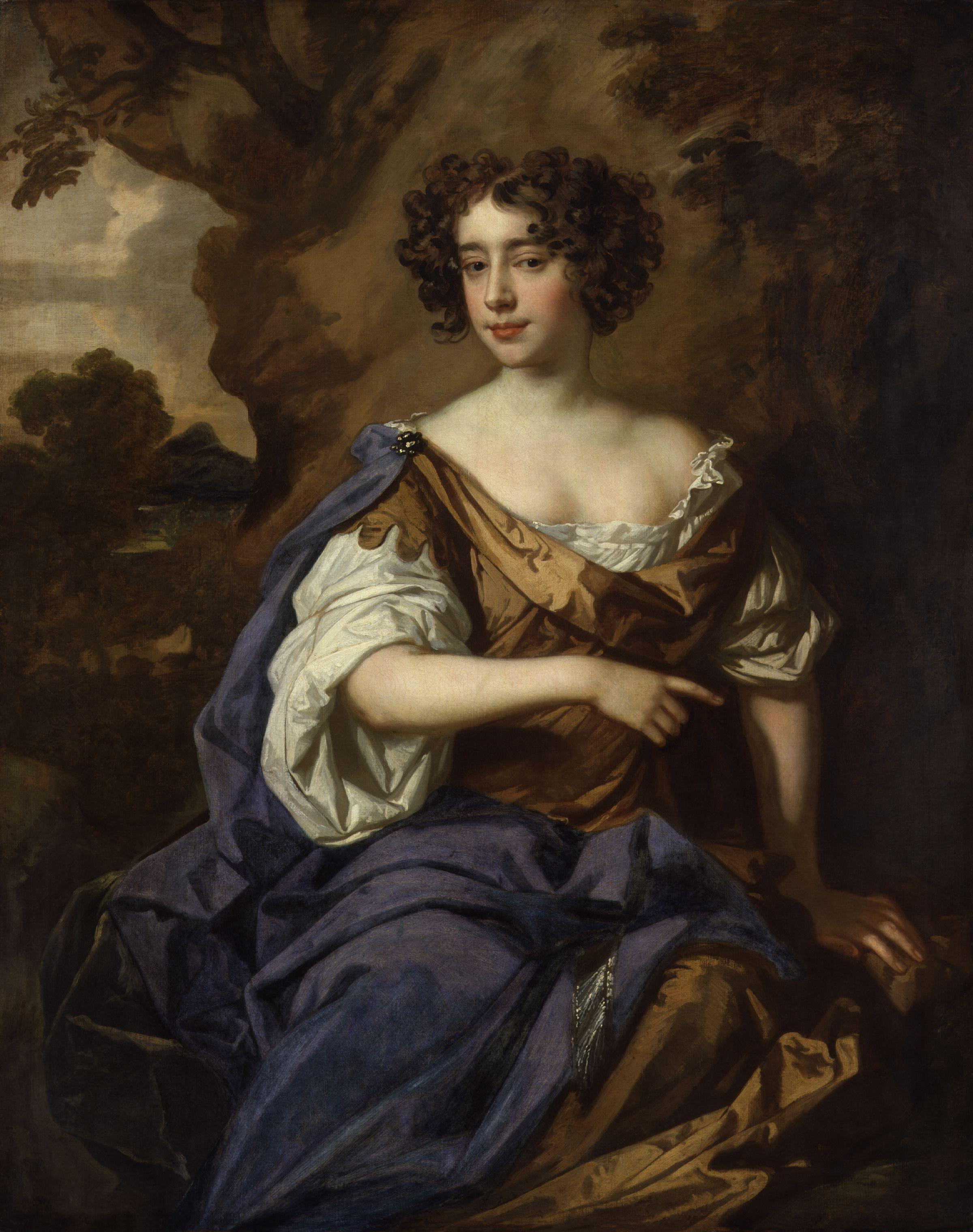
朵切斯特女伯爵，約1675年彼得·莱利作品

凱薩琳·賽德禮（Catherine Sedley，1657年12月21日—1717年10月26日），朵切斯特女伯爵（Countess of Dorchester），是 英格蘭國王詹姆斯二世的王室情婦。

## 生平
凱薩琳·賽德禮是查爾斯·賽德禮爵士和凱薩琳·薩維基夫人的女兒。賽德禮爵士將原配送進療養院，另娶安·愛絲庫（Anne Ayscough），並將女兒趕出家門。
凱薩琳於是到瑪麗公主手下工作，因此認識了公主的丈夫約克公爵詹姆斯，也就是後來的詹姆斯二世。凱薩琳對詹姆斯二世選她作為情婦一事曾表示：「不會是為了美貌，因為他看得出我沒有。不可能是因為我的機智，因為他沒有足夠的能力察覺到。」
1686年凱薩琳獲封朵切斯特女伯爵。1688年光榮革命之後，瑪麗二世拒絕讓她回到宮廷。
1696年她與大衛·寇耶爾結婚。

## 逝世
凱薩琳·賽德禮於1717年10月26日在巴斯去世。